# 쓰즈레코촌
쓰즈레코촌(綴子村)은 아키타현 기타아키타군에 설치되었던 촌이다.